# وب‌کمیک

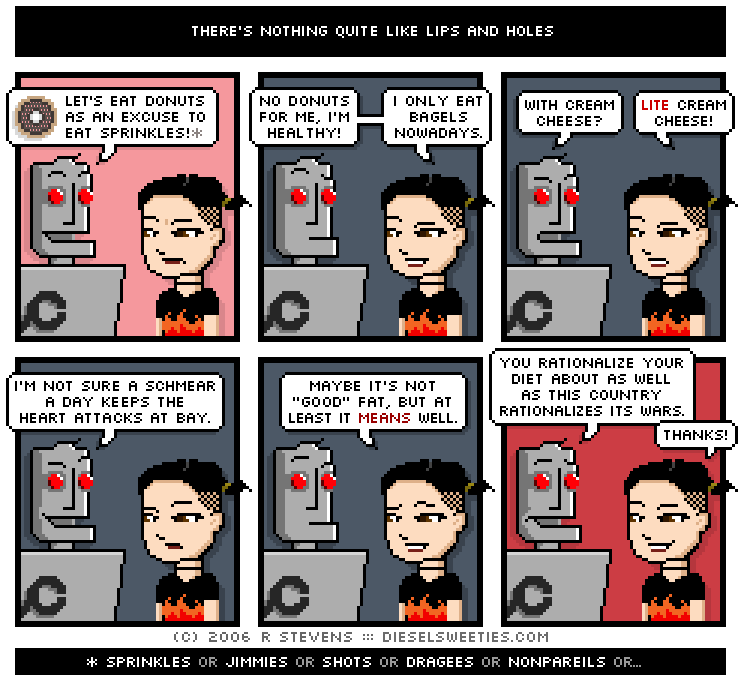
خیلی از وب‌کمیک‌ها مانند دیزل سوئیتیز از سبک‌های هنری استفاده می‌کنند.

وب‌کُمیک یا تارپِی‌نَما (به انگلیسی: Webcomic) (همچنین به عنوان کمیک آنلاین یا کمیک ‌اینترنتی نیز شناخته می‌شود.) نوعی از کمیک است؛ که در شبکهٔ اینترنت منتشر می‌شود. وب‌کمیک اصولاً متأثر از کمیک کلاسیک است. مانند آن، از تصاویر همراه با متن یا اطلاعات دیداری دیگر مانند حباب‌های یا بالون‌های گفتار (speech balloons)، شرح تصاویر، عنوان‌ها، نام آواهای مبتنی بر گفتگو، یا اطلاعات دیگر استفاده می‌کند. وب‌کمیک می‌تواند به وسیلهٔ هر شخصی ساخته و در شبکهٔ اینترنت منتشر شود.
خوانندگان وب‌کمیک گستردگی زیاد دارند؛ بعضی را تنها بستگان و دوستان خالق اثر می‌بینند؛ اما برخی دیگر ممکن است میلیون‌ها خواننده در شبکهٔ اینترنت داشته باشند. دامنه وب‌کمیک در برگیرنده داستان مصور، داستان‌های گرافیکی و کمیک‌های پیشرو یا آوانگارد و دیگر انواع، سبک‌ها و سوژه‌های دیگر، کاریکاتور است. (در زبان پارسی واژه کارتون برای فیلم‌های پویانمایی و کاریکاتور برای تک تصاویر فکاهی و انتقادی به کار می‌رود) از دیدگاه مالی، تنها چند وب‌کمیک برتر وجود دارند که درآمد خوبی به دست آورده‌اند.